# Turkmenische Sprache
Die turkmenische Sprache (turkmenisch Türkmen dili, kurz Türkmençe) ist eine südwesttürkische Sprache innerhalb der Turksprachen. Turkmenisch ist Amtssprache in der Republik Turkmenistan und Minderheitensprache in zahlreichen Ländern. In Turkmenistan wurde die Umstellung vom kyrillischen zum lateinischen Alphabet 1999 abgeschlossen.

## Hauptverbreitungsgebiet
Die turkmenische Sprache ist heute die Muttersprache von rund 7,6 Millionen Menschen und wird hauptsächlich in folgenden Staaten gesprochen.
1. Turkmenistan (4 Millionen)
2. Afghanistan (1,5 Millionen)[5][6]
3. Iran (719.000)[7]
4. Usbekistan (169.000)

## Alternative Bezeichnungen
Ältere Bezeichnungen in deutschsprachigen Quellen sind Turkomanisch und Truchmenisch.

## Klassifizierungsmöglichkeiten
Turkmenisch wird unterschiedlich klassifiziert. So wird es im Fischer Lexikon Sprachen (1987) wie folgend beschrieben eingestuft:
- Turksprachen
  - Westlicher Zweig
    - Bulgarische Gruppe
    - Oghusische Gruppe
      - Oghusisch-Turkmenisch
        - Turkmenisch

Dagegen wird die turkmenische Sprache im Metzler Lexikon Sprache (1993) so klassifiziert:
- Turksprachen
  - Südwesttürkisch (Oghusisch)
    - Turkmenisch

Eine andere Klassifizierung befindet sich im Artikel Turksprachen.

## Dialekte
Das Turkmenische hat viele Dialekte. Zu den wichtigsten Dialekten zählen:
1. Nohurly
2. Anauly
3. Hasarly
4. Neresim
5. Ýomut[10]
6. Teke (oder Tekke)
7. Gökleň
8. Salyr
9. Saryk
10. Ärsary / Äsary
11. Çawdur
12. Çagataý
13. Naýman

Die Dialekte mit der größten Anzahl von Sprechern waren: Ýomut im Westen Turkmenistans, Ärsary bzw. Äsary im Südosten des Landes und Teke in der Karakum-Wüste.
Im Mittelalter wurde von den turkmenischen Steppen- und Wüstennomaden das sogenannte „Choresm-Türkische“ gesprochen, das vielfach als eine Vorstufe des Chorasantürkischen angesehen wird. Dieses wurde im 15. Jahrhundert von einem osttürkischen Idiom, dem Tschagatai, abgelöst.
Vom 17. bis 19. Jahrhundert wanderten zahlreiche Turkmenen nach Russland. Von Mangyschlak über Astrachan zogen diese turkmenischen Viehnomaden bis in die Gegend von Stawropol. Dort wurden sie sesshaft und gründeten 18 Dörfer.

## Alphabet
Bis ins 18. Jahrhundert schrieben die Turkmenen – neben Persisch – allein auf Tschagataisch. Erst im 20. Jahrhundert ist eine eigenständige und bedeutende turkmenische Literatur nachgewiesen, die auf verschiedenen turkmenischen Dialekten beruhte. Beide Sprachformen wurden im arabischen Alphabet geschrieben. Doch blieb Turkmenisch im Grunde nur die Sprache der Nomaden, da von der Bevölkerung der wenigen Städte und den Bauern der Oasen überwiegend Persisch gesprochen wurde. Aber auch in der dünnen turkmenischen Oberschicht wurde eher Persisch als einer der turkmenischen Dialekte benutzt.
Im Jahre 1928, bereits in sowjetischer Zeit, wurden Tschagataisch und das arabische Alphabet abgeschafft. Letzteres wurde zu Gunsten eines neuentwickelten Lateinalphabets aufgegeben. Gleichzeitig wurde eine einheitliche Grammatik für die verschiedenen turkmenischen Dialekte entwickelt. Dabei wurde der westturkmenische Ýomut-Dialekt von der turkmenischen Sowjetführung aufgewertet und als Basis der modernen Hochsprache herangezogen.
Bei der Erarbeitung der turkmenischen Hochsprache in den 1920er Jahren baute man einen modernen Wortschatz auf Basis der aserbaidschanischen Sprache, die als einzige Schriftsprache unter den turksprachigen Völkern Russlands bereits vor der Oktoberrevolution 1917 existierte, auf.
1940 wurde als Folge des nun obligatorischen Russischunterrichtes das lateinische durch ein modifiziertes kyrillisches Alphabet ersetzt.
Im Zuge der Reformen Michail Gorbatschows forderten bereits 1988/89 nationalistische Kreise in der turkmenischen Bevölkerung die Abschaffung der heutigen turkmenischen Schriftsprache und die Wiedereinführung des Ende der 1920er Jahre abgeschafften Tschagatai. Bei einer Beibehaltung der heutigen Schriftsprache forderten diese Kreise als Minimalforderung die enge Anlehnung des Turkmenischen an dieses osttürkische Idiom. Auf der anderen Seite standen die muslimisch-orientierten Bevölkerungsteile Turkmenistans. Diese forderten von der Turkmenischen SSR eine staatliche Förderung des Islam und damit die verbundene Re-Islamisierung Turkmenistans. Ein Punkt vereinte die Nationalisten und Traditionalisten: Beide forderten vehement die Wiedereinführung des arabischen Alphabets. Doch blieben beide Gruppen eine Minderheit in der turkmenischen Bevölkerung. Die damalige Masse der Turkmenen wünschte eine enge Zusammenarbeit mit den westlichen Staaten, vor allem mit Europa und der Türkei, mit der sich die Turkmenen durch die gemeinsame oghusische Abstammung eng verbunden fühlten.
Mit dem abzusehenden Ende der UdSSR nahm der turkmenische Kultusminister 1990 an einem Turkgipfel in der Türkei teil. In Ankara befürworteten alle turksprachigen Kultusminister Zentralasiens einschließlich ihres aserbaidschanischen Kollegen innerhalb von 15 Jahren Lateinalphabete für die Turkvölker in den zentralasiatischen Staaten zu entwickeln. Basisalphabet sollte das moderne Alphabet der Türkei sein.
Doch bereits 1993 entschied sich Turkmenistan für ein neuartiges lateinisches Alphabet, das sich nun leicht vom geforderten „neuen türkischen Alphabet“ unterschied. Später wurden nochmals leichte Veränderungen an einzelnen Buchstaben vorgenommen. Das moderne Latein- und das ehemalige kyrillische Alphabet ist in der untenstehenden Tabelle gegenübergestellt:
| modernes Lateinalphabet | ehemaliges kyrillisches Alphabet | IPA       |
| ----------------------- | -------------------------------- | --------- |
| A a                     | А а                              | [⁠a⁠]       |
| B b                     | Б б                              | [⁠b⁠]       |
| Ç ç                     | Ч ч                              | [⁠ʧ⁠]       |
| D d                     | Д д                              | [⁠d⁠]       |
| E e                     | Е е                              | [⁠je⁠], [⁠e⁠] |
| Ä ä                     | Ә ә                              | [⁠æ⁠]       |
| F f                     | Ф ф                              | [⁠ɸ⁠]       |
| G g                     | Г г                              | [⁠g~ʁ⁠]     |
| H h                     | Х х                              | [⁠h~x⁠]     |
| I i                     | И и                              | [⁠i⁠]       |
| J j                     | Җ җ                              | [⁠ʤ⁠]       |
| Ž ž                     | Ж ж                              | [⁠ʒ⁠]       |
| K k                     | К к                              | [⁠k~q⁠]     |
| L l                     | Л л                              | [⁠l⁠]       |
| M m                     | М м                              | [⁠m⁠]       |
| N n                     | Н н                              | [⁠n⁠]       |
| Ň ň                     | Ң ң                              | [⁠ŋ⁠]       |
| O o                     | О о                              | [⁠o⁠]       |
| Ö ö                     | Ө ө                              | [⁠ø⁠]       |
| P p                     | П п                              | [⁠p⁠]       |
| R r                     | Р р                              | [⁠r⁠]       |
| S s                     | С с                              | [⁠θ⁠]       |
| Ş ş                     | Ш ш                              | [⁠ʃ⁠]       |
| T t                     | Т т                              | [⁠t⁠]       |
| U u                     | У у                              | [⁠u⁠]       |
| Ü ü                     | Ү ү                              | [⁠y⁠]       |
| W w                     | В в                              | [⁠β⁠]       |
| Y y                     | Ы ы                              | [⁠ɯ⁠]       |
| Ý ý                     | Й й                              | [⁠j⁠]       |
| Z z                     | З з                              | [⁠ð⁠]       |

Die Turkmenen des Irans und Afghanistans sowie in den arabischen Staaten blieben von den späteren in Zentralasien stattfindenden Schriftreformen unberührt. Sie schreiben bis heute im arabischen Alphabet. Der vorherrschende Dialekt der Göklen dient im Iran als „turkmenische Hochsprache“. Die Turkmenen im benachbarten Afghanistan und in den arabischen Staaten schreiben in verschiedenen Dialekten.